# Bactrocera silvicola
Bactrocera silvicola är en tvåvingeart som först beskrevs av May 1962.  Bactrocera silvicola ingår i släktet Bactrocera och familjen borrflugor. Inga underarter finns listade.